# Kwonkan anatolion
Kwonkan anatolion är en spindelart som beskrevs av Main 1983. Kwonkan anatolion ingår i släktet Kwonkan och familjen Nemesiidae.
Artens utbredningsområde är Sydaustralien. Inga underarter finns listade i Catalogue of Life.